# Elternbeteiligung
Elternbeteiligung, Elternpartizipation oder Elternmitwirkung steht für die aktive Beteiligung von Eltern in pädagogischen Einrichtungen, insbesondere im Schulwesen. Welche Möglichkeiten den Eltern dafür grundsätzlich offenstehen ist in Deutschland gesetzlich geregelt, vor allem in den Schulgesetzen der Bundesländer; darüber hinaus hängt es von den Angeboten und Möglichkeiten der einzelnen Schulen ab.
Elternbeteiligung kann zum Beispiel durch die Mitwirkung in einer Elternvertretung erfolgen, durch Teilhabe an der Unterrichtsgestaltung, an Arbeitsgemeinschaften, Schulfesten und sonstigen Projekten. Sie wird durch einen regelmäßigen gegenseitigen Informationsaustausch zwischen Eltern und Schule gefördert, zum Beispiel im Rahmen von Elternversammlungen.